# Clásico de Zúrich de Nueva Orleans
El Zurich Classic de Nueva Orleans es un torneo de golf profesional en Luisiana en el PGA Tour, que actualmente se juega en el TPC Louisiana en Avondale, un suburbio al suroeste de Nueva Orleans. Comenzó en 1938 y se lleva a cabo anualmente desde 1958, se juega normalmente a principios o mediados de la primavera. Zurich Insurance Group es el patrocinador principal y está organizado por la Fundación Fore!Kids.
El primer premio alcanzó las cinco cifras en 1965, seis cifras en 1988, y superó el millón de dólares en 2006. El equipo ganador en 2022 se repartió $2,39 millones.
En 2017, el Zurich Classic se convirtió en un torneo por equipos, con ochenta parejas participantes. Un miembro de cada equipo se elige a través de las clasificaciones del Tour, y su compañero debe ser miembro del PGA Tour o ganar la entrada a través de una exención de patrocinador. El formato de juego por golpes es por tiro alterno (foursome) en la primera y tercera ronda y por la mejor bola (fourball) para la segunda y cuarta ronda. El corte es de 33 equipos, más empates. Los ganadores ganan 400 puntos de la Copa FedEx y exenciones de dos años, pero no reciben invitaciones al Masters y no se otorgarán puntos de clasificación mundial para el evento.
En 2018, el formato cambió al formato fourball para la primera y tercera ronda y a tiro alternativo para la segunda y cuarta ronda.

## Nombres de torneos y patrocinadores corporativos
- Crescent City Open (1938)[7]
- New Orleans Open (1939–1948)
- Greater New Orleans Open Invitational (1958–1971)[7]
- Greater New Orleans Invitational (1972–1974)[8]
- First NBC New Orleans Open (1975–1979)[8]
- Greater New Orleans Open (1980)
- USF&amp;G New Orleans Open (1981)[8]
- USF&G Classic (1982–1991)
- Freeport-McMoRan Golf Classic (1992–1993)[8]
- Freeport-McMoRan Classic (1994–1995)
- Freeport-McDermott Classic (1996–1998)
- Compaq Classic of New Orleans (1999–2002)[8]
- HP Classic of New Orleans (2003–2004)
- Zurich Classic of New Orleans (2005–present)[8]

## Lo más destacado del torneo
- 1966: Frank Beard gana su primer título de Nueva Orleans por dos golpes sobre Gardner Dickinson . La victoria de Beard se produjo dos años después de que le diagnosticaran encefalitis y casi muriera de ella poco después de jugar en el Greater New Orleans Open Invitational de 1964.[9]
- 1972: El novato del PGA Tour, Rogelio Gonzales, fue descalificado después de saberse que había cambiado su tarjeta de puntuación al principio del torneo.[10] Además de descalificarlo, el PGA Tour le quitó los privilegios de juego.[11]
- 1975: Billy Casper gana por 51° y última vez en el PGA Tour. Supera a Peter Oosterhuis por dos golpes.[12]
- 1978: Lon Hinkle gana su primer título del PGA Tour al hacer un birdie en el hoyo 72 para vencer a Fuzzy Zoeller y Gibby Gilbert por un tiro. La victoria de Hinkle pone fin a la racha de tres victorias consecutivas en torneos de Gary Player.[13]
- 1984: Mac O'Grady se involucra en un altercado con una voluntaria del torneo. Más tarde es multado y suspendido por el comisionado del Tour, Deane Beman, por conducta impropia de un golfista profesional.[14]
- 1990: David Frost vence a Greg Norman por un golpe después de salir de un búnker en el hoyo 72.[15]
- 1995: Necesitando una victoria para clasificarse para The Masters, Davis Love III derrota a Mike Heinen en un desempate de muerte súbita.[16]
- 1999: Carlos Franco se convierte en el primer sudamericano en ganar en el PGA Tour desde Roberto De Vicenzo en el Houston Champions International de 1968. Franco gana por dos golpes a Steve Flesch y Harrison Frazar .[17]
- 2002: KJ Choi se convierte en el primer golfista coreano en ganar en el PGA Tour. Supera a Dudley Hart y Geoff Ogilvy por cuatro golpes.[18]
- 2004: Vijay Singh dispara una ronda final de 63 para vencer a Phil Mickelson y Joe Ogilvie por un tiro.[19]
- 2017: El evento cambió a un formato de equipo.

## Recorridos
Desde el comienzo del torneo hasta 2004, se jugó en varios campos de Nueva Orleans, como son los campos de golf de City Park, donde se jugó hasta 1962. Desde 1963 hasta 1988, el torneo tuvo una larga relación con Lakewood Country Club antes de cambiar a English Turn Golf and Country Club en 1989 durante las siguientes dieciséis ediciones hasta 2004.
TPC Louisiana en Avondale se convirtió en el campo anfitrión en 2005, pero el daño provocado en el campo por el huracán Katrina en agosto obligó a que el evento volviera a English Turn durante el año 2006. Regresó al TPC en 2007, a su actual sede.

## Diseño del curso
TPC Luisiana en 2016
| Hoyos  | 1   | 2   | 3   | 4   | 5   | 6   | 7   | 8   | 9   | 1.ª vuelta | 10  | 11  | 12  | 13  | 14  | 15  | 16  | 17  | 18  | 2.ª vuelta | Total |
| ------ | --- | --- | --- | --- | --- | --- | --- | --- | --- | ---------- | --- | --- | --- | --- | --- | --- | --- | --- | --- | ---------- | ----- |
| yardas | 399 | 548 | 221 | 482 | 438 | 476 | 561 | 372 | 207 | 3704       | 390 | 575 | 492 | 403 | 216 | 490 | 355 | 215 | 585 | 3721       | 7425  |
| Par    | 4   | 5   | 3   | 4   | 4   | 4   | 5   | 4   | 3   | 36         | 4   | 5   | 4   | 4   | 3   | 4   | 4   | 3   | 5   | 36         | 72    |

## Ganadores
| Año                                   | Ganador(es)                           | Golpes                                | Resultado                             | Margen de victoria                    | Subcampeones                                        | Bolsa (USS̩)                           | Premio al ganador ($)                 | Ref.                          |                               |                               |
| Zurich Classic of New Orleans         | Zurich Classic of New Orleans         | Zurich Classic of New Orleans         | Zurich Classic of New Orleans         | Zurich Classic of New Orleans         | Zurich Classic of New Orleans                       | Zurich Classic of New Orleans         | Zurich Classic of New Orleans         | Zurich Classic of New Orleans | Zurich Classic of New Orleans | Zurich Classic of New Orleans |
| ------------------------------------- | ------------------------------------- | ------------------------------------- | ------------------------------------- | ------------------------------------- | --------------------------------------------------- | ------------------------------------- | ------------------------------------- | ----------------------------- | ----------------------------- | ----------------------------- |
| 2024                                  | Shane Lowry and Rory McIlroy          | 263                                   | −25                                   | Playoff                               | Chad Ramey and Martin Trainer                       | 8 900 000                             | 1,286,050 (each)                      |                               |                               |                               |
| 2023                                  | Nick Hardy Davis Riley                | 258                                   | −30                                   | 2 golpes                              | Adam Hadwin Nick Taylor                             | 8 600 000                             | 1 242 700 (each)                      |                               |                               |                               |
| 2022                                  | Patrick Cantlay and Xander Schauffele | 259                                   | −29                                   | 2 golpes                              | Sam Burns and Billy Horschel                        | 8 300 000                             | 1 199 350 (each)                      |                               |                               |                               |
| 2021                                  | Marc Leishman and Cameron Smith (2)   | 268                                   | −20                                   | Playoff                               | Louis Oosthuizen and Charl Schwartzel               | 7 400 000                             | 1 069 300 (each)                      |                               |                               |                               |
| 2020                                  | Canceled due to the COVID-19 pandemic | Canceled due to the COVID-19 pandemic | Canceled due to the COVID-19 pandemic | Canceled due to the COVID-19 pandemic | Canceled due to the COVID-19 pandemic               | Canceled due to the COVID-19 pandemic | Canceled due to the COVID-19 pandemic | [ 20 ]                        |                               |                               |
| 2019                                  | Ryan Palmer and Jon Rahm              | 262                                   | −26                                   | 3 golpes                              | Tommy Fleetwood and Sergio García                   | 7 300 000                             | 1 051 200 (each)                      |                               |                               |                               |
| 2018                                  | Billy Horschel (2) and Scott Piercy   | 266                                   | −22                                   | 1 golpe                               | Jason Dufner and Pat Perez                          | 7 200 000                             | 1 036 800 (each)                      |                               |                               |                               |
| 2017                                  | Jonas Blixt and Cameron Smith         | 261                                   | −27                                   | Playoff                               | Scott Brown and Kevin Kisner                        | 7 100 000                             | 1 022 400 (each)                      |                               |                               |                               |
| 2016                                  | Brian Stuard                          | 201                                   | −15                                   | Playoff                               | An Byeong-hun Jamie Lovemark                        | 7 000                                 | 1 260 000                             |                               |                               |                               |
| 2015                                  | Justin Rose                           | 266                                   | −22                                   | 1 golpe                               | Cameron Tringale                                    | 6 900 000                             | 1 242 000                             |                               |                               |                               |
| 2014                                  | Noh Seung-yul                         | 269                                   | −19                                   | 2 golpes                              | Robert Streb Andrew Svoboda                         | 6 800 000                             | 1 224 000                             |                               |                               |                               |
| 2013                                  | Billy Horschel                        | 268                                   | −20                                   | 1 golpe                               | D. A. Points                                        | 6 600 000                             | 1 188 000                             |                               |                               |                               |
| 2012                                  | Jason Dufner                          | 269                                   | −19                                   | Playoff                               | Ernie Els                                           | 6 400 000                             | 1 152 000                             |                               |                               |                               |
| 2011                                  | Bubba Watson                          | 273                                   | −15                                   | Playoff                               | Webb Simpson                                        | 6 400 000                             | 1 152 000                             |                               |                               |                               |
| 2010                                  | Jason Bohn                            | 270                                   | −18                                   | 2 golpes                              | Jeff Overton                                        | 6 400 000                             | 1 152 000                             |                               |                               |                               |
| 2009                                  | Jerry Kelly                           | 274                                   | −14                                   | 1 golpe                               | Charles Howell III Rory Sabbatini Charlie Wi        | 6 300 000                             | 1 134 000                             |                               |                               |                               |
| 2008                                  | Andrés Romero                         | 275                                   | −13                                   | 1 golpe                               | Peter Lonard                                        | 6 200 000                             | 1 116 000                             |                               |                               |                               |
| 2007                                  | Nick Watney                           | 273                                   | −15                                   | 3 golpes                              | Ken Duke                                            | 6 100 000                             | 1 098 000                             |                               |                               |                               |
| 2006                                  | Chris Couch                           | 269                                   | −19                                   | 1 golpe                               | Fred Funk Charles Howell III                        | 6 000                                 | 1 080 000                             | [ 4 ]                         |                               |                               |
| 2005                                  | Tim Petrovic                          | 275                                   | −13                                   | Playoff                               | James Driscoll                                      | 5 500 000                             | 990 000                               | [ 22 ]                        |                               |                               |
| HP Classic of New Orleans             |                                       |                                       |                                       |                                       |                                                     |                                       |                                       |                               |                               |                               |
| 2004                                  | Vijay Singh                           | 266                                   | −22                                   | 1 golpe                               | Phil Mickelson Joe Ogilvie                          | 5 100 000                             | 918 000                               |                               |                               |                               |
| 2003                                  | Steve Flesch                          | 267                                   | −21                                   | Playoff                               | Bob Estes                                           | 5 000                                 | 900 000                               |                               |                               |                               |
| Compaq Classic of New Orleans         |                                       |                                       |                                       |                                       |                                                     |                                       |                                       |                               |                               |                               |
| 2002                                  | K. J. Choi                            | 271                                   | −17                                   | 4 golpes                              | Dudley Hart Geoff Ogilvy                            | 4 500 000                             | 810 000                               |                               |                               |                               |
| 2001                                  | David Toms                            | 266                                   | −22                                   | 2 golpes                              | Phil Mickelson                                      | 4 000                                 | 720 000                               |                               |                               |                               |
| 2000                                  | Carlos Franco (2)                     | 270                                   | −18                                   | Playoff                               | Blaine McCallister                                  | 3 400 000                             | 612 000                               |                               |                               |                               |
| 1999                                  | Carlos Franco                         | 269                                   | −19                                   | 2 golpes                              | Steve Flesch Harrison Frazar                        | 2 600 000                             | 468 000                               |                               |                               |                               |
| Freeport-McDermott Classic            |                                       |                                       |                                       |                                       |                                                     |                                       |                                       |                               |                               |                               |
| 1998                                  | Lee Westwood                          | 273                                   | −15                                   | 3 golpes                              | Steve Flesch                                        | 1 700 000                             | 306 000                               |                               |                               |                               |
| 1997                                  | Brad Faxon                            | 272                                   | −16                                   | 3 golpes                              | Bill Glasson Jesper Parnevik                        | 1 500 000                             | 270 000                               |                               |                               |                               |
| 1996                                  | Scott McCarron                        | 275                                   | −13                                   | 5 golpes                              | Tom Watson                                          | 1 200 000                             | 216 000                               |                               |                               |                               |
| Freeport-McMoRan Classic              |                                       |                                       |                                       |                                       |                                                     |                                       |                                       |                               |                               |                               |
| 1995                                  | Davis Love III                        | 274                                   | −14                                   | Playoff                               | Mike Heinen                                         | 1 200 000                             | 216 000                               |                               |                               |                               |
| 1994                                  | Ben Crenshaw (2)                      | 273                                   | −15                                   | 3 golpes                              | José María Olazábal                                 | 1 200 000                             | 216 000                               |                               |                               |                               |
| Freeport-McMoRan Golf Classic         |                                       |                                       |                                       |                                       |                                                     |                                       |                                       |                               |                               |                               |
| 1993                                  | Mike Standly                          | 281                                   | −7                                    | 1 golpe                               | Russ Cochran Payne Stewart                          | 1 000                                 | 180 000                               |                               |                               |                               |
| 1992                                  | Chip Beck (2)                         | 276                                   | −12                                   | 1 golpe                               | Greg Norman Mike Standly                            | 1 000                                 | 180 000                               |                               |                               |                               |
| USF&G Classic                         |                                       |                                       |                                       |                                       |                                                     |                                       |                                       |                               |                               |                               |
| 1991                                  | Ian Woosnam                           | 275                                   | −13                                   | Playoff                               | Jim Hallet                                          | 1 000                                 | 180 000                               |                               |                               |                               |
| 1990                                  | David Frost                           | 276                                   | −12                                   | 1 golpe                               | Greg Norman                                         | 1 000                                 | 180 000                               |                               |                               |                               |
| 1989                                  | Tim Simpson                           | 274                                   | −14                                   | 2 golpes                              | Greg Norman Hal Sutton                              | 750 000                               | 135 000                               |                               |                               |                               |
| 1988                                  | Chip Beck                             | 262                                   | −26                                   | 7 golpes                              | Lanny Wadkins                                       | 750 000                               | 135 000                               | [ 3 ]                         |                               |                               |
| 1987                                  | Ben Crenshaw                          | 268                                   | −20                                   | 3 golpes                              | Curtis Strange                                      | 500 000                               | 90 000                                | [ 23 ]                        |                               |                               |
| 1986                                  | Calvin Peete                          | 269                                   | −19                                   | 5 golpes                              | Pat McGowan                                         | 500 000                               | 90 000                                |                               |                               |                               |
| 1985                                  | Seve Ballesteros                      | 205                                   | −11                                   | 2 golpes                              | Peter Jacobsen John Mahaffey                        | 400 000                               | 72 000                                |                               |                               |                               |
| 1984                                  | Bob Eastwood                          | 272                                   | −16                                   | 3 golpes                              | Larry Rinker                                        | 400 000                               | 72 000                                |                               |                               |                               |
| 1983                                  | Bill Rogers                           | 274                                   | −14                                   | 3 golpes                              | David Edwards Jay Haas Vance Heafner                | 400 000                               | 72 000                                |                               |                               |                               |
| 1982                                  | Scott Hoch                            | 206                                   | −10                                   | 2 golpes                              | Bob Shearer Tom Watson                              | 300 000                               | 54 000                                |                               |                               |                               |
| USF&G New Orleans Open                |                                       |                                       |                                       |                                       |                                                     |                                       |                                       |                               |                               |                               |
| 1981                                  | Tom Watson (2)                        | 270                                   | −18                                   | 2 golpes                              | Bruce Fleisher                                      | 350 000                               | 63 000                                |                               |                               |                               |
| Greater New Orleans Open              |                                       |                                       |                                       |                                       |                                                     |                                       |                                       |                               |                               |                               |
| 1980                                  | Tom Watson                            | 273                                   | −15                                   | 2 golpe                               | Lee Trevino                                         | 250 000                               | 45 000                                |                               |                               |                               |
| First NBC New Orleans Open            |                                       |                                       |                                       |                                       |                                                     |                                       |                                       |                               |                               |                               |
| 1979                                  | Hubert Green                          | 273                                   | −15                                   | 1 golpe                               | Frank Conner Bruce Lietzke Steve Melnyk Lee Trevino | 250 000                               | 45 000                                |                               |                               |                               |
| 1978                                  | Lon Hinkle                            | 271                                   | −17                                   | 1 golpe                               | Gibby Gilbert Fuzzy Zoeller                         | 200 000                               | 40 000                                |                               |                               |                               |
| 1977                                  | Jim Simons                            | 273                                   | −15                                   | 3 golpes                              | Stan Lee                                            | 175 000                               | 35 000                                |                               |                               |                               |
| 1976                                  | Larry Ziegler                         | 274                                   | −14                                   | 1 golpe                               | Victor Regalado                                     | 175 000                               | 35 000                                |                               |                               |                               |
| 1975                                  | Billy Casper (2)                      | 271                                   | −17                                   | 2 golpes                              | Peter Oosterhuis                                    | 150 000                               | 30 000                                |                               |                               |                               |
| Greater New Orleans Open              |                                       |                                       |                                       |                                       |                                                     |                                       |                                       |                               |                               |                               |
| 1974                                  | Lee Trevino                           | 267                                   | −21                                   | 8 golpes                              | Bobby Cole Ben Crenshaw                             | 150 000                               | 30 000                                |                               |                               |                               |
| 1973                                  | Jack Nicklaus                         | 280                                   | −8                                    | Playoff                               | Miller Barber                                       | 125 000                               | 25 000                                |                               |                               |                               |
| 1972                                  | Gary Player                           | 279                                   | −9                                    | 1 golpe                               | Dave Eichelberger Jack Nicklaus                     | 125 000                               | 25 000                                |                               |                               |                               |
| Greater New Orleans Open Invitational |                                       |                                       |                                       |                                       |                                                     |                                       |                                       |                               |                               |                               |
| 1971                                  | Frank Beard (2)                       | 276                                   | −12                                   | 1 golpe                               | Hubert Green                                        | 125 000                               | 25 000                                |                               |                               |                               |
| 1970                                  | Miller Barber                         | 278                                   | −10                                   | Playoff                               | Bob Charles Howie Johnson                           | 125 000                               | 25 000                                |                               |                               |                               |
| 1969                                  | Larry Hinson                          | 275                                   | −13                                   | Playoff                               | Frank Beard                                         | 100 000                               | 20 000                                | [ 24 ]                        |                               |                               |
| 1968                                  | George Archer                         | 271                                   | −17                                   | 2 golpes                              | Bert Yancey                                         | 100 000                               | 20 000                                | [ 24 ]                        |                               |                               |
| 1967                                  | George Knudson                        | 277                                   | −11                                   | 1 golpe                               | Jack Nicklaus                                       | 100 000                               | 20 000                                | [ 24 ]                        |                               |                               |
| 1966                                  | Frank Beard                           | 276                                   | −12                                   | 2 golpes                              | Gardner Dickinson                                   | 100 000                               | 20 000                                | [ 24 ]                        |                               |                               |
| 1965                                  | Dick Mayer                            | 273                                   | −15                                   | 1 golpe                               | Bruce Devlin Billy Martindale                       | 100 000                               | 20 000                                | [ 2 ] [ 24 ]                  |                               |                               |
| 1964                                  | Mason Rudolph                         | 283                                   | −5                                    | 1 golpe                               | Jack Nicklaus Chi-Chi Rodríguez Glenn Stuart        | 50 000                                | 7500                                  | [ 24 ] [ 25 ]                 |                               |                               |
| 1963                                  | Bo Wininger (2)                       | 279                                   | −9                                    | 3 golpes                              | Tony Lema Bob Rosburg                               | 40 000                                | 6400                                  | [ 24 ]                        |                               |                               |
| 1962                                  | Bo Wininger                           | 281                                   | −7                                    | 2 golpes                              | Bob Rosburg                                         | 30 000                                | 4300                                  | [ 24 ]                        |                               |                               |
| 1961                                  | Doug Sanders                          | 272                                   | −16                                   | 5 golpes                              | Gay Brewer Mac Main                                 | 30 000                                | 4300                                  | [ 24 ]                        |                               |                               |
| 1960                                  | Dow Finsterwald                       | 270                                   | −18                                   | 6 golpes                              | Al Besselink                                        | 25 000                                | 3500                                  | [ 24 ]                        |                               |                               |
| 1959                                  | Bill Collins                          | 280                                   | −8                                    | 3 golpes                              | Jack Burke Jr. Tom Nieporte                         | 20 000                                | 2800                                  | [ 24 ]                        |                               |                               |
| 1958                                  | Billy Casper                          | 278                                   | −10                                   | Playoff                               | Ken Venturi                                         | 20 000                                | 2800                                  | [ 24 ]                        |                               |                               |
| 1949–1957: No tournament              |                                       |                                       |                                       |                                       |                                                     |                                       |                                       |                               |                               |                               |
| New Orleans Open                      |                                       |                                       |                                       |                                       |                                                     |                                       |                                       |                               |                               |                               |
| 1948                                  | Bob Hamilton                          | 280                                   | −4                                    | 1 golpe                               | Roberto De Vicenzo Fred Haas Lawson Little          | 10 000                                | 2000                                  | [ 26 ]                        |                               |                               |
| 1947: No tournament                   |                                       |                                       |                                       |                                       |                                                     |                                       |                                       |                               |                               |                               |
| 1946                                  | Byron Nelson (2)                      | 277                                   | −11                                   | 5 golpes                              | Ben Hogan                                           | 7500                                  | 1500                                  | [ 27 ] [ 28 ]                 |                               |                               |
| 1945                                  | Byron Nelson                          | 284                                   | −4                                    | Playoff                               | Jug McSpaden                                        | 5000                                  | 1300                                  | [ 29 ] [ 30 ]                 |                               |                               |
| 1944                                  | Sammy Byrd                            | 285                                   | −3                                    | 5 golpes                              | Byron Nelson                                        | 5000                                  | 1000                                  | [ 31 ]                        |                               |                               |
| 1943: No tournament                   |                                       |                                       |                                       |                                       |                                                     |                                       |                                       |                               |                               |                               |
| 1942                                  | Lloyd Mangrum                         | 281                                   | −7                                    | 1 golpe                               | Lawson Little Sam Snead                             | 5000                                  | 1000                                  | [ 32 ]                        |                               |                               |
| 1941                                  | Henry Picard (2)                      | 276                                   | −12                                   | 2 golpes                              | Ben Hogan                                           | 5000                                  | 1200                                  | [ 33 ]                        |                               |                               |
| 1940                                  | Jimmy Demaret                         | 286                                   | −2                                    | 1 golpe                               | Ralph Guldahl Jug McSpaden Sam Snead                | 10 000                                | 2000                                  | [ 34 ]                        |                               |                               |
| 1939                                  | Henry Picard                          | 284                                   | −4                                    | 5 golpes                              | Dick Metz                                           | 10 000                                | 2000                                  | [ 35 ] [ 36 ]                 |                               |                               |
| Crescent City Open                    |                                       |                                       |                                       |                                       |                                                     |                                       |                                       |                               |                               |                               |
| 1938                                  | Harry Cooper                          | 285                                   | −3                                    | 4 golpes                              | Jug McSpaden                                        | 5000                                  | 1200                                  | [ 37 ]                        |                               |                               |

## Ganadores múltiples
Todavía no ha habido un tres veces ganador en New Orleans, pero once han ganado dos veces. Cuatro ganaron en años consecutivos: Byron Nelson, Bo Wininger, Tom Watson y Franco.
2 victorias
- Henry Picard: 1939, 1941
- Byron Nelson: 1945, 1946
- Bo Wininger: 1962, 1963
- Frank Beard: 1966, 1971
- Billy Casper: 1958, 1975
- Tom Watson: 1980, 1981
- Chip Beck: 1988, 1992
- Ben Crenshaw: 1987, 1994
- Carlos Franco: 1999, 2000
- Billy Horschel: 2013, 2018
- Cameron Smith: 2017, 2021